# Charlie Chan à Shanghaï
Pour plus de détails, voir Fiche technique et Distribution.
Charlie Chan à Shanghaï (titre original : Charlie Chan in Shanghai) est un film américain réalisé par James Tinling, sorti en 1935. 
C'est le neuvième film produit par la Fox avec Warner Oland dans le rôle du détective sino-américain Charlie Chan.

## Synopsis
Charlie Chan arrive à Shanghai, à la demande du gouvernement américain pour aider à arrêter un réseau de contrebande de l'opium. À bord du navire, il reçoit un avertissement : on lui conseille de ne pas s'arrêter à Shanghai. Il est accueilli par son fils ainé, Lee Chan, ainsi que par Philip Nash et sa fiancée, Diana Woodland. Charlie est l'invité d'honneur d'un banquet tenu dans la soirée, animée par Sir Stanley Woodland. Lorsque Sir Stanley ouvre une boîte pour donner un parchemin manuscrit à Charlie, il est abattu par une arme à feu placée à l'intérieur de la boîte qui est piégée. Charlie Chan rencontre le chef de la police et s'engage à découvrir le coupable.

## Fiche technique
- Titre : Charlie Chan à Shanghaï
- Titre original : Charlie Chan in Shanghai
- Réalisation : James Tinling
- Scénario : Edward T. Lowe Jr. et Gerard Fairlie, d'après l'œuvre d'Earl Derr Biggers
- Photographie :  Barney McGill
- Montage : Nick DeMaggio
- Cameraman : Rudolph Maté (non crédité)
- Société de production : Fox Film Corporation
- Pays de production :  États-Unis
- Langue : anglais
- Format : Noir et blanc - 1.37:1 - Mono - 35 mm
- Genre : Film policier
- Durée : 71 minutes
- Dates de sortie : 
  - États-Unis : 11 octobre 1935
  - France : 20 mars 1936

## Distribution
- Warner Oland : Charlie Chan
- Irene Hervey : Diana Woodland
- Jon Hall (crédité Charles Locher) : Philip Nash
- Russell Hicks : James Andrews
- Keye Luke : Lee Chang
- Halliwell Hobbes : chef de la police
- Frederick Vogeding : Burke
- Neil Fitzgerald : Dakin
- Max Wagner : chauffeur de taxi